# KkStB 288
A kkStB 288 sorozat egy szertartályosgőzmozdony-sorozat volt a Császári és Királyi Osztrák Államvasutaknál (k.k. österreichische Staatsbahnen, kkStB), mely mozdonyok eredetileg a Böhmische Westbahntól (BWB) származtak.
Ezeket a kis szertartályos mozdonyokat 1884-ben szállította a Krauss müncheni gyára.
A mozdonyoknak nem volt pályaszáma, csak neveik -  DOBRICHOWITZ és REWNITZ – valamint az S osztályba sorolták őket. A mozdonyok belsőkeretesek, külső vezérlésűek voltak.
A kkStB 1894-ben (a BWB államosítása után) előbb a 8871-8872 pályaszámokat, majd 1905-től a kkStB 288 sorozat 71 és 72 pályaszámait osztotta ki nekik.
1918-ban selejtezték őket.

## Fordítás
Ez a szócikk részben vagy egészben  a   kkStB 288 című német Wikipédia-szócikk fordításán alapul.  Az eredeti cikk szerkesztőit annak laptörténete sorolja fel. Ez a jelzés csupán a megfogalmazás eredetét és a szerzői jogokat jelzi, nem szolgál a cikkben szereplő információk forrásmegjelöléseként.